# Tredje engelska inbördeskriget
Tredje engelska inbördeskriget (engelska: Third English Civil War) (1649-1651) var det sista av de engelska inbördeskrigen (1642-1651), en serie väpnade konflikter och politiska intriger mellan parlamentariker och rojalister.
Prestonfälttåget i andra inbördeskriget genomfördes under ledning av det skotska parlamentet, inte kyrkan, och det tog kung Karl I att få till stånd en union av alla skotska partier mot det engelska oberoendet. Ändå hade Karl II i exil underkastat sig långa förhandlingar och hårda villkor innan han fick sätta sig i spetsen för de skotska arméerna. Markisen av Huntly avrättades för att tagit till sig vapen för kungen den 22 mars 1649.
Markisen av Montrose, under ledning av Karl II, gjorde ett sista försök att samla skotska rojalister i början av 1650. Men Karl II använde enbart Montrose som ett hot för att få bättre förutsättningar för sig själv från covenanterna. När Montrose besegrades i slaget vid Carbisdale den 27 april och levererades till hans förföljare den 4 maj, och avrättades den 21 maj 1650, gav Karl II vika för covenanternas krav och placerade sig själv i spetsen. Karl II försökte nu att återta tronen genom en allians med sin fars forna fiender i Skottland som avsåg att ålägga presbyterianism i England. Han avfärdade alla de trogna rojalisterna som hade följt honom i exil.
Eftersom den kungliga armén var mestadels skotsk och eftersom invasionen inte åtföljdes av någon större stigande eller stöd i England, kan kriget också ses som främst ett engelskt-skotskt krig snarare än en fortsättning av det engelska inbördeskriget.